# 堀江城 (越中国)
堀江城（ほりえじょう）は、富山県（旧越中国）滑川市堀江にあった日本の城（平地城館）。

## 概要
平安時代から室町時代にかけて存在していた堀江荘を地頭代として統治していた土肥氏の居城として建設された（築城年は不明）。1573年（天正元年）までに越後の上杉謙信の攻撃を受けて落城している。最後の城主は土肥弥太郎であった。
城跡は1660年（万治3年）時点で東西28間、南北30間であったが、河川の洪水により形が崩れ、さらに後世の水稲耕作による影響から、現在は大部分が水田化され、一部は墓地となっているため、一部に横堀と推測される痕跡が残されていることを除き遺構は残っていない。

## 交通
富山地方鉄道本線中加積駅から、南東方面に徒歩15分。